# Barghauser See
Der Barghauser See ist ein Baggersee auf dem Gebiet der Stadt Wilhelmshaven in Niedersachsen. Der See ist Bestandteil des Landschaftsschutzgebiet Barghauser See und dient darüber hinaus der naturnahen Erholung.

## Lage
Der Barghauser See liegt südwestlich des Ortes Fedderwarden, einem ländlich geprägten Stadtteil von Wilhelmshaven. Im See befinden sich eine künstlich aufgebaute Insel sowie ein Floß, die Vögeln als Brut- und Rastplatz dienen. Der See hat weder Zu- noch Abflüsse.

## Geschichte
Der Barghauser See ist nach der ehemaligen Hofstelle Barghausen benannt. Er entstand durch die Sandentnahme für den Bau der heutigen L 810, die als Hooksieler Landstraße von der Bundesautobahn 29 nach Hooksiel führt. Ursprünglich war geplant, die Hofstelle als Insel im See zu erhalten, jedoch konnten diese Planungen wegen technischer Probleme nicht umgesetzt werden. Die Rekultivierung des Sees wurde 1983 abgeschlossen.

## Landschaftsschutzgebiet Barghauser See
Der Barghauser See gehört zum 32 Hektar großen, gleichnamigen Landschaftsschutzgebiet, das 2007 von der Stadt Wilhelmshaven als LSG WHV Nr. 87 ausgewiesen wurde. Der See dient vielen Vögeln als Lebensraum und ist ein wichtiges Jagdhabitat, insbesondere für die nach europäischem Recht besonders geschützte Teichfledermaus. Das Landschaftsschutzgebiet wird seit 1990 vom NABU-Wilhelmshaven gemeinsam mit dem BSH und dem BUND betreut.